# Амірабад (Урмія)
Амірабад (перс. اميراباد) — село в Ірані, входить до складу дехестану Баш-Калах у Центральному бахші шахрестану Урмія провінції Західний Азербайджан.
Згідно з даними перепису 2006 року, населений пункт позначений, проте відомості про населення відсутні.